# McLaren MP4-20
McLaren MP4-20 je McLarnov dirkalnik Formule 1, ki je bil v uporabi v sezoni 2005, ko so z njim dirkali Kimi Räikkönen, Juan Pablo Montoya, Alexander Wurz in Pedro de la Rosa. Montoya je dosegel tri zmage na Velikih nagradah Velike Britanije, Italije in Brazilije, Räikkönen pa sedem na Velikih nagradah Španije, Monaka, Kanade, Madžarske, Turčije, Belgije in Japonske, s čimer se je do zadnjega dela prvenstva boril za naslov dirkaškega prvaka, toda na koncu je ostal na drugem mestu. Ob koncu sezone se je za konstruktorski naslov boril tudi McLaren, toda na koncu je bil Renault boljši za devet točk, naslov pa je verjetno na koncu zapravil Montoya z nepotrebnima odstopoma zaradi trčenj na zadnjih dveh dirkah sezone.

## Popolni rezultati Formule 1
(legenda) (Odebeljene dirke pomenijo najboljši štartni položaj)
| Leto | Moštvo  | Motor                    | Gume | Dirkači            | 1   | 2   | 3   | 4   | 5   | 6   | 7  | 8   | 9   | 10  | 11 | 12  | 13  | 14  | 15  | 16  | 17  | 18  | 19  | Toč | Prv |
| ---- | ------- | ------------------------ | ---- | ------------------ | --- | --- | --- | --- | --- | --- | -- | --- | --- | --- | -- | --- | --- | --- | --- | --- | --- | --- | --- | --- | --- |
| 2005 | McLaren | Mercedes FO 110R 3.0 V10 | M    |                    | AVS | MAL | BAH | SMR | ŠPA | MON | EU | KAN | ZDA | FRA | VB | NEM | MAD | TUR | ITA | BEL | BRA | JAP | KIT | 182 | 2.  |
| 2005 | McLaren | Mercedes FO 110R 3.0 V10 | M    | Kimi Räikkönen     | 8   | 9   | 3   | Ret | 1   | 1   | 11 | 1   | DNS | 2   | 3  | Ret | 1   | 1   | 4   | 1   | 2   | 1   | 2   | 182 | 2.  |
| 2005 | McLaren | Mercedes FO 110R 3.0 V10 | M    | Juan Pablo Montoya | 6   | 4   | INJ | INJ | 7   | 5   | 7  | DSQ | DNS | Ret | 1  | 2   | Ret | 3   | 1   | 14  | 1   | Ret | Ret | 182 | 2.  |
| 2005 | McLaren | Mercedes FO 110R 3.0 V10 | M    | Pedro de la Rosa   |     |     | 5   |     |     |     |    |     |     |     |    |     |     |     |     |     |     |     |     | 182 | 2.  |
| 2005 | McLaren | Mercedes FO 110R 3.0 V10 | M    | Alexander Wurz     |     |     |     | 3   |     |     |    |     |     |     |    |     |     |     |     |     |     |     |     | 182 | 2.  |